# Cyrtarachne lactea
Cyrtarachne lactea là một loài nhện trong họ Araneidae.
Loài này thuộc chi Cyrtarachne. Cyrtarachne lactea được Mary Agard Pocock miêu tả năm 1898.